# Laurent de Villamagna
Laurent de Villamagna, en italien Lorenzo da Villamagna (né le 12 mai 1476 à Villamagna, dans les Abruzzes et mort le 6 juin 1535 près d'Ortona en Italie) est un prêtre franciscain italien déclaré bienheureux par l'Église catholique.

## Biographie
Né en 1476, Laurent de Villamagna devient religieux franciscain, puis est ordonné prêtre. Il vit à Ortona, ville située dans la région des Abruzzes consacre sa vie à la prédication. Il est aussi réputé pour sa charité.  
Il meurt en 1535. Son corps, retrouvé intact, est toujours vénéré dans l'église Santa Maria delle Grazie à Ortona. Son culte est approuvé le 28 février 1923. Il est célébré le 6 juin.